# 薛氏凡鯔
薛氏凡鯔為輻鰭魚綱鯔形目鯔科的其中一種，分布於印度太平洋區，從東非至法屬波里尼西亞，北從日本南部至新喀里多尼亞海域，本魚背部藍色棕色或綠色，側面和腹部具銀暗色斑點，縱向條紋不明顯。背鰭和尾鰭深藍色，臀鰭、腹鰭、胸鰭黃色，胸鰭鰭腋規模很長，背鰭硬棘4-5枚，背鰭軟條8-9枚，臀鰭硬棘3枚，臀鰭軟條8-10枚，體長可達60公分，棲息在沿岸海域、河口區，以藻類、有孔蟲、有機碎屑為食，成群活動，可做為食用魚。

## 擴展閱讀
維基物種上的相關：薛氏凡鯔